# Kentish Knock
Kentish Knock är ett grund i sydöstra England. Det ligger i Nordsjön öster om Themsens mynning, 120 km öster om London. 
I oktober 1652 ägde ett sjöslag i Första engelsk-nederländska kriget rum vid Kentish Knock.